# Heidestraße 22, Salzmannstraße 20, 22 (Magdeburg)

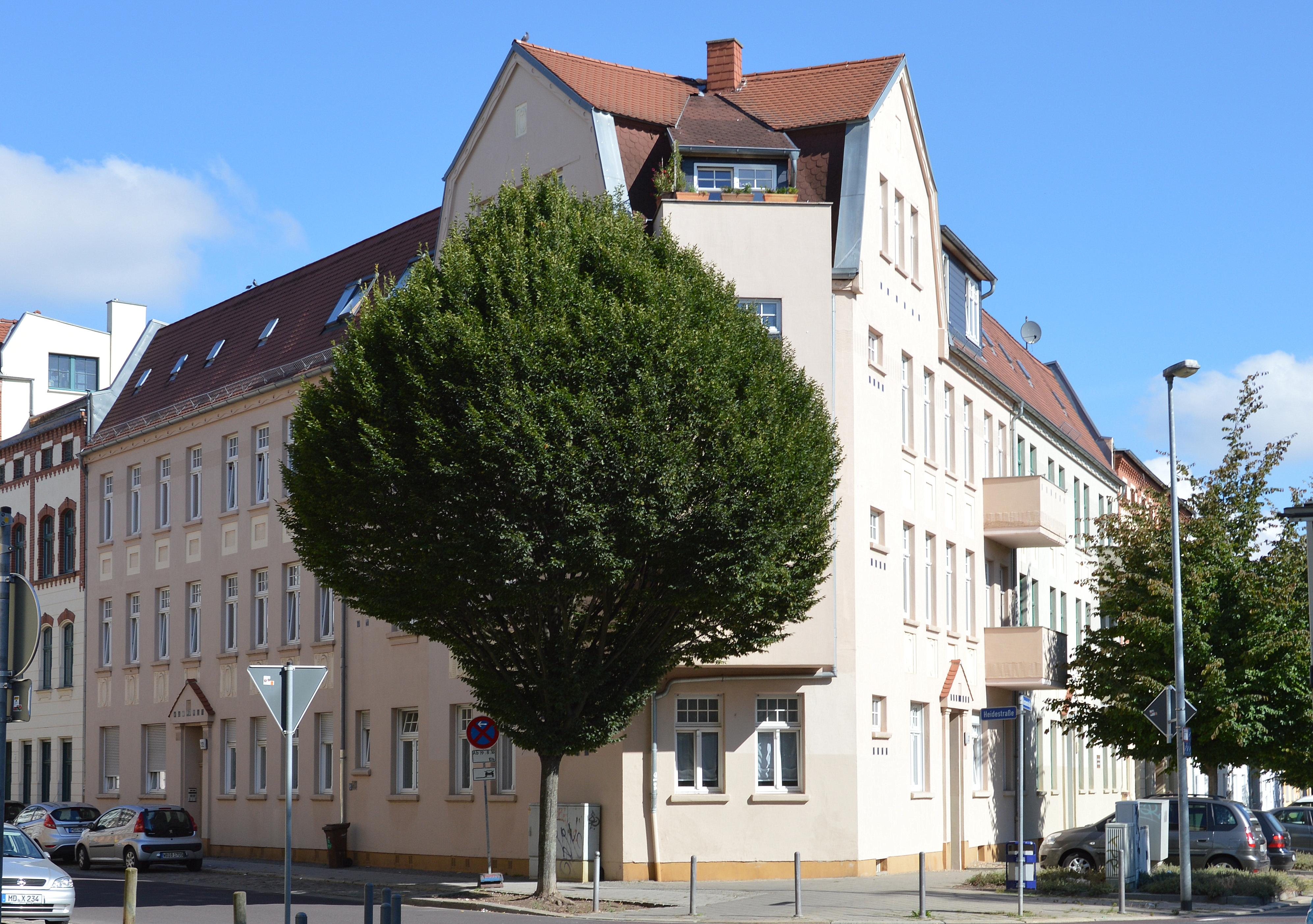
Haus Heidestraße 22, Salzmannstraße 20, 22

Das Haus Heidestraße 22, Salzmannstraße 20, 22 ist ein denkmalgeschütztes Gebäude in Magdeburg in Sachsen-Anhalt.

## Lage
Es befindet sich in einer Ecklage an der Einmündung der Heidestraße auf die Salzmannstraße im Stadtteil Sudenburg. Nordwestlich grenzt das gleichfalls denkmalgeschützte Haus Heidestraße 23, nordöstlich das Haus Salzmannstraße 18 an.

## Architektur und Geschichte
Das drei- bis viergeschossige Wohnhaus entstand im Jahr 1908 im Jugendstil. Architekt, Maurermeister und Eigentümer war August Kalbow. Die an beiden Straßen liegenden Hauseingänge sind mit einem Dreiecksgiebel überspannt und als Portikus angelegt. Unterhalb der Fenster befinden sich im Jugendstil gestaltete zierende Elemente. Die Kartuschenformen gehen dabei ungewöhnlicher Weise auf afrikanische Masken zurück. Darüber hinaus finden sich Wellen- und Schneckenmotive.
Das Gebäude gilt aufgrund seiner markanten Ecklage als prägend für das Straßenbild und ist Teil eines noch komplett erhaltenen Straßenzuges mit Bauten der Gründerzeit.
Im örtlichen Denkmalverzeichnis ist das Wohnhaus unter der Erfassungsnummer 094 82107 als Baudenkmal verzeichnet. Vermutlich versehentlich wird das Haus darüber hinaus auch unter der Adresse Salzmannstraße 20, 22 mit der Erfassungsnummer 094 77006 geführt.